# Curvada
Curvada (von lat. servitia, curvadae = Arbeitsdienst) ist ein im 13. und 14. Jahrhundert belegter mittellateinischer Begriff, der den (Gemeinde-)Frondienst bezeichnete. Die mittelhochdeutsche Entsprechung war Corweide, frz. Corvée.
Daneben verstand man unter curvada auch das Ackerfeld selbst, welches die Bauern für ihren Gutsherren bewirtschaften mussten. Der Name des Trierer Stadtbezirks Kürenz soll sich von diesem Begriff ableiten.